# لبخند (فیلم ۱۹۷۵)
لبخند (انگلیسی: Smile) فیلمی به کارگردانی مایکل ریچی است که در سال ۱۹۷۵ منتشر شد. از بازیگران آن می‌توان به بروس درن و باربارا فلدون اشاره کرد.